# Pro League 2010-2011
La Jupiler Pro League 2010-2011 è stata la 108ª edizione della massimo serie del campionato di calcio belga, per il 17º anno consecutivo sponsorizzato dalla Jupiler. Ha preso il via il 30 luglio e si è conclusa il 20 marzo per quanto riguarda la stagione regolare e definitivamente il 17 maggio 2011.
Anche quest'anno, infatti, al termine del girone unico le 16 squadre sono state suddivise in 3 gironi di play-off, con i quali sono stati definiti il vincitore dello scudetto nonché i piazzamenti europei. L'unica novità rispetto alle precedenti stagioni è l'eliminazione della retrocessione diretta in Tweede klasse per l'ultima in classifica, la quale è stata coinvolta anch'essa nei play-off salvezza..
A laurearsi campione alla fine è stato il Racing Genk, giunto al suo 3º titolo, il quale si è dimostrato la compagine più continua in una stagione a due facce, in cui vi è stato un sovvertimento dei valori di forza tra la stagione regolare ed i play-off. Difatti, se la prima fase è stata caratterizzata da un serrato testa a testa tra i limburghesi ed i campioni in carica, nonché grandi favoriti, dell'Anderlecht, negli spareggi scudetto i biancomalva si sono letteralmente dissolti, mentre a sorpresa emergeva lo Standard Liegi, che, in ombra durante tutta la stagione regolare, con un cammino da autentico schiacciasassi (8 vittorie su 10 partite) è arrivato a giocarsi lo scudetto col Genk all'ultima giornata nello scontro diretto. Un'autentica finale, in cui però Les Rouches non sono riusciti a ripetere l'impresa del 2009, quando si aggiudicarono il titolo nel test match contro l'Anderlecht.

## Squadre partecipanti
A conferma di una tendenza consolidatasi negli ultimi anni, la stragrande maggioranza (12 su 16) delle squadre proviene dalle Fiandre, mentre vanno costantemente riducendosi i club provenienti dalle province francofone. In più, per la prima volta in assoluto, con l'Eupen, viene rappresentata nella massima serie anche la piccola Comunità germanofona del Paese.
- Anderlecht - Campione in carica (C)
- Cercle Bruges
- Charleroi
- Club Bruges
- Eupen - Neopromossa (N)
- Gent
- Germinal Beerschot

- Kortrijk
- Lierse - Neopromossa (N)
- Lokeren
- Malines
- Sint-Truiden
- Standard Liegi
- Westerlo
- Zulte Waregem

## Organizzazione
Al termine del tradizionale girone unico di 30 giornate, le 16 squadre vengono ripartite in base al loro piazzamento come segue:
- dal 1º al 6º posto: Playoff Scudetto: è un girone di 10 giornate che assegnerà il titolo di Campione del Belgio 2010-11 e i piazzamenti nelle coppe europee per la stagione seguente. Le squadre vi accedono con la metà dei punti acquisiti durante la regular season;
- dal 7º al 14º posto: Playoff Europa League: sono 2 gironi da 4 squadre ciascuno, al termine dei quali le due vincitrici si affronteranno in un confronto andata-ritorno. La formazione vittoriosa potrà così scontrarsi con la 4ª classificata del Playoff Scudetto per aggiudicarsi l'ultimo posto rimasto in Europa League;
- 15º e 16º posto: Spareggio Salvezza: ideato per garantire la permanenza nella massima serie anche all'ultima classificata ed ispirato ai playoff del basket, si tratta di una serie di 5 partite fra le due squadre. Mentre la squadra perdente retrocederà nella serie cadetta, la vincitrice dovrà ancora conquistarsi la salvezza in un ulteriore girone di playoff cui parteciperanno la 2ª, 3ª e 4ª classificata della D2, che garantirà il posto in massima serie alla sola prima classificata.

## Stagione regolare

### Risultati
Le partite sono state disputate di norma il sabato alle 20:00 ed alle 20:30 nei turni infrasettimanali.
A causa delle ondate di gelo e dell'incessante maltempo che hanno interessato il Belgio nei mesi di novembre e di dicembre, numerose partite sono state sospese o rinviate, fino al caso limite del Mechelen che si è visto annullare tutti gli ultimi 5 incontri del 2010. Dietro proposta del suo presidente, pertanto, la Federazione ha deciso di riorganizzare il calendario del girone di ritorno posticipando di due settimane la fine della stagione regolare e dei playoff.
| andata       | 1ª giornata             | ritorno      |
| 30 lug. 2010 |                         | 20 nov. 2010 |
| 1-0          | Kortrijk-Club Brugge    | 1-4          |
| 0-1          | Westerlo-Gent           | 4-4          |
| 4-1          | Anderlecht-Eupen        | 1-1          |
| 2-0          | Mechelen-Lokeren        | 1-3          |
| 1-0          | Sint Truiden-Lierse     | 2-1          |
| 1-1          | Standard-Zulte Waregem  | 0-2          |
| 2-1          | Genk-Germinal Beerschot | 1-0          |
| 1-1          | Cercle Brugge-Charleroi | 3-0          |

| andata       | 4ª giornata                 | ritorno      |
| 21 ago. 2010 |                             | 11 dic. 2010 |
| 1-2          | Lierse-Kortrijk             | 1-3          |
| 1-4          | Eupen-Genk                  | 1-5          |
| 0-3          | Lokeren-Anderlecht          | 0-0          |
| 1-2          | Club Brugge-Mechelen        | 1-0          |
| 1-0          | Sint Truiden-Standard       | 0-1          |
| 4-0          | Zulte Waregem-Cercle Brugge | 3-1          |
| 0-0          | Germinal Beerschot-Westerlo | 1-1          |
| 1-3          | Charleroi-Gent              | 1-2          |

| andata       | 7ª giornata                | ritorno      |
| 18 set. 2010 |                            | 29 dic. 2010 |
| 3-0          | Anderlecht-Kortrijk        | 2-0          |
| 5-3          | Gent-Zulte-Waregem         | 2-2          |
| 3-1          | Genk-Lokeren               | 2-2          |
| 0-5          | Charleroi-Club Brugge      | 0-5          |
| 1-0          | Mechelen-Standard          | 0-3          |
| 0-1          | Eupen-Germinal Beerschot   | 0-0          |
| 2-0          | Westerlo-Lierse            | 1-2          |
| 4-2          | Cercle Brugge-Sint Truiden | 3-0          |

| andata      | 10ª giornata               | ritorno     |
| 2 ott. 2010 |                            | 5 feb. 2011 |
| 3-2         | Club Brugge-Gent           | 2-0         |
| 5-1         | Standard-Anderlecht        | 0-2         |
| 1-2         | Sint Truiden-Westerlo      | 0-3         |
| 1-1         | Zulte-Waregem-Charleroi    | 0-2         |
| 1-0         | Lokeren-Germinal Beerschot | 1-1         |
| 3-1         | Kortrijk-Eupen             | 1-3         |
| 2-2         | Mechelen-Genk              | 0-1         |
| 0-1         | Lierse-Cercle Brugge       | 0-3         |

| andata       | 13ª giornata                    | ritorno     |
| 30 ott. 2010 |                                 | 5 mar. 2011 |
| 2-2          | Club Brugge-Standard            | 2-2         |
| 3-1          | Gent-Mechelen                   | 1-1         |
| 1-2          | Genk-Anderlecht                 | 1-1         |
| 0-0          | Germinal Beerschot-Sint Truiden | 0-1         |
| 1-1          | Zulte-Waregem-Lokeren           | 1-2         |
| 0-0          | Charleroi-Kortrijk              | 0-3         |
| 2-2          | Eupen-Lierse                    | 1-1         |
| 2-1          | Westerlo-Cercle Brugge          | 1-0         |

| andata      | 2ª giornata                      | ritorno      |
| 6 ago. 2010 |                                  | 27 nov. 2010 |
| 1-2         | Zulte Waregem-Mechelen           | 0-0          |
| 1-1         | Lokeren-Kortrijk                 | 0-0          |
| 0-1         | Eupen-Westerlo                   | 1-1          |
| 4-1         | Club Brugge-Sint Truiden         | 1-2          |
| 0-0         | Charleroi-Anderlecht             | 1-4          |
| 1-4         | Lierse-Standard                  | 0-7          |
| 0-0         | Germinal Beerschot-Cercle Brugge | 1-1          |
| 0-4         | Gent-Genk                        | 2-1          |

| andata       | 5ª giornata              | ritorno      |
| 28 ago. 2010 |                          | 18 dic. 2010 |
| 0-0          | Anderlecht-Zulte Waregem | 2-1          |
| 1-0          | Standard-Kortrijk        | 1-2          |
| 2-0          | Charleroi-Eupen          | 0-1          |
| 0-0          | Mechelen-Sint Truiden    | 1-0          |
| 1-1          | Cercle Brugge-Lokeren    | 1-2          |
| 1-2          | Westerlo-Club Brugge     | 3-4          |
| 1-0          | Gent-Germinal Beerschot  | 2-2          |
| 4-1          | Genk-Lierse              | 1-1          |

| andata       | 8ª giornata                | ritorno      |
| 22 set. 2010 |                            | 22 gen. 2011 |
| 4-0          | Club Brugge-Eupen          | 4-1          |
| 2-1          | Standard-Charleroi         | 2-0          |
| 0-2          | Sint Truiden-Genk          | 1-1          |
| 4-3          | Waregem-Germinal Beerschot | 0-3          |
| 3-2          | Lokeren-Gent               | 1-2          |
| 1-2          | Kortrijk-Westerlo          | 1-2          |
| 2-2          | Mechelen-Cercle Brugge     | 1-0          |
| 1-1          | Lierse-Anderlecht          | 0-6          |

| andata       | 11ª giornata              | ritorno      |
| 16 ott. 2010 |                           | 12 feb. 2011 |
| 2-0          | Gent-Kortrijk             | 1-0          |
| 4-2          | Genk-Standard             | 2-0          |
| 1-1          | Germinal Beerschot-Lierse | 2-2          |
| 2-3          | Zulte-Waregem-Club Brugge | 2-0          |
| 1-2          | Charleroi-Lokeren         | 1-1          |
| 6-0          | Eupen-Sint Truiden        | 1-1          |
| 1-1          | Westerlo-Mechelen         | 1-3          |
| 1-0          | Cercle Brugge-Anderlecht  | 0-1          |

| andata      | 14ª giornata                | ritorno      |
| 6 nov. 2010 |                             | 14 mar. 2011 |
| 2-2         | Anderlecht-Club Brugge      | 2-0          |
| 1-3         | Standard-Eupen              | 1-0          |
| 0-3         | Sint Truiden-Zulte-Waregem  | 2-1          |
| 4-0         | Kortrijk-Germinal Beerschot | 1-3          |
| 2-0         | Mechelen-Charleroi          | 0-0          |
| 2-2         | Lierse-Lokeren              | 1-1          |
| 1-1         | Westerlo-Genk               | 2-0          |
| 0-1         | Cercle Brugge-Gent          | 0-1          |

| andata       | 3ª giornata                   | ritorno     |
| 14 ago. 2010 |                               | 4 dic. 2010 |
| 3-3          | Standard-Lokeren              | 1-2         |
| 4-0          | Anderlecht-Germinal Beerschot | 1-0         |
| 2-1          | Gent-Eupen                    | 3-0         |
| 2-0          | Kortrijk-Sint Truiden         | 0-1         |
| 1-0          | Mechelen-Lierse               | 1-2         |
| 1-1          | Westerlo-Zulte Waregem        | 0-2         |
| 5-0          | Genk-Charleroi                | 3-1         |
| 3-1          | Cercle Brugge-Club Brugge     | 1-0         |

| andata       | 6ª giornata                  | ritorno      |
| 11 set. 2010 |                              | 26 dic. 2010 |
| 2-2          | Club Brugge-Genk             | 0-1          |
| 2-0          | Standard-Cercle Brugge       | 0-1          |
| 1-0          | Germinal Beerschot-Charleroi | 0-2          |
| 0-2          | Sint Truiden-Anderlecht      | 0-2          |
| 0-0          | Zulte-Waregem-Eupen          | 2-0          |
| 3-1          | Lokeren-Westerlo             | 2-1          |
| 1-0          | Kortrijk-Mechelen            | 0-1          |
| 2-2          | Lierse-Gent                  | 1-4          |

| andata       | 9ª giornata                    | ritorno      |
| 25 set. 2010 |                                | 29 gen. 2011 |
| 5-0          | Anderlecht-Mechelen            | 0-0          |
| 2-0          | Gent-Sint Truiden              | 1-1          |
| 3-0          | Genk-Zulte-Waregem             | 1-0          |
| 2-1          | Germinal Beerschot-Club Brugge | 0-1          |
| 0-1          | Charleroi-Lierse               | 0-1          |
| 0-1          | Eupen-Lokeren                  | 2-0          |
| 1-2          | Westerlo-Standard              | 1-2          |
| 2-1          | Cercle Brugge-Kortrijk         | 1-2          |

| andata       | 12ª giornata                | ritorno      |
| 23 ott. 2010 |                             | 19 feb. 2011 |
| 2-0          | Anderlecht-Westerlo         | 0-2          |
| 2-1          | Standard-Gent               | 1-4          |
| 3-2          | Sint Truiden-Charleroi      | 0-1          |
| 1-0          | Lokeren-Club Brugge         | 1-2          |
| 1-0          | Kortrijk-Genk               | 2-3          |
| 5-1          | Mechelen-Germinal Beerschot | 1-1          |
| 0-0          | Lierse-Zulte-Waregem        | 1-1          |
| 2-1          | Cercle Brugge-Eupen         | 0-0          |

| andata       | 15ª giornata                | ritorno      |
| 13 nov. 2010 |                             | 20 mar. 2011 |
| 2-0          | Club Brugge-Lierse          | 0-0          |
| 1-2          | Gent-Anderlecht             | 2-3          |
| 3-0          | Genk-Cercle Brugge          | 1-0          |
| 0-1          | Germinal Beerschot-Standard | 0-1          |
| 1-1          | Zulte-Waregem-Kortrijk      | 2-2          |
| 0-1          | Charleroi-Westerlo          | 2-2          |
| 3-0          | Lokeren-Sint Truiden        | 2-0          |
| 0-1          | Eupen-Mechelen              | 0-2          |

### Classifica finale
| Pos | Squadra            | Pt | G  | V  | N  | P  | GF | GS | DR   | Post Season           |
| --- | ------------------ | -- | -- | -- | -- | -- | -- | -- | ---- | --------------------- |
| 1.  | Anderlecht         | 65 | 30 | 19 | 8  | 3  | 58 | 20 | +38  | Playoff Scudetto      |
| 2.  | Genk               | 64 | 30 | 19 | 7  | 4  | 64 | 27 | +37  | Playoff Scudetto      |
| 3.  | Gent               | 57 | 30 | 17 | 6  | 7  | 59 | 42 | +17  | Playoff Scudetto      |
| 4.  | Club Bruges        | 53 | 30 | 16 | 5  | 9  | 60 | 35 | +25  | Playoff Scudetto      |
| 5.  | Lokeren            | 50 | 30 | 13 | 11 | 6  | 43 | 36 | + 7  | Playoff Scudetto      |
| 6.  | Standard Liegi     | 49 | 30 | 15 | 4  | 11 | 50 | 38 | + 12 | Playoff Scudetto      |
| 7.  | Malines            | 48 | 30 | 13 | 9  | 8  | 34 | 30 | + 4  | Playoff Europa League |
| 8.  | Westerlo           | 41 | 30 | 11 | 8  | 11 | 41 | 40 | + 1  | Playoff Europa League |
| 9.  | Cercle Bruges      | 39 | 30 | 11 | 6  | 13 | 33 | 34 | - 1  | Playoff Europa League |
| 10. | Kortrijk           | 38 | 30 | 11 | 5  | 14 | 36 | 39 | - 3  | Playoff Europa League |
| 11. | Zulte Waregem      | 33 | 30 | 7  | 12 | 11 | 39 | 41 | - 2  | Playoff Europa League |
| 12. | Sint-Truiden       | 29 | 30 | 8  | 5  | 17 | 20 | 51 | -31  | Playoff Europa League |
| 13. | Germinal Beerschot | 26 | 30 | 5  | 11 | 14 | 24 | 40 | -16  | Playoff Europa League |
| 14. | Lierse (N)         | 24 | 30 | 4  | 12 | 14 | 26 | 58 | -32  | Playoff Europa League |
| 15. | Eupen (N)          | 23 | 30 | 5  | 8  | 17 | 28 | 50 | -22  | Spareggio Salvezza    |
| 16. | Charleroi          | 19 | 30 | 4  | 7  | 19 | 20 | 54 | -34  | Spareggio Salvezza    |

## Post Season

### Play-off Scudetto

#### Squadre qualificate e punteggi di ingresso*
Le squadre che accedono a questo girone portano in dote la metà dei punti conquistati durante la stagione regolare, con eventuale arrotondamento per eccesso.
| Squadra        | Pt |
| -------------- | -- |
| Anderlecht     | 33 |
| Genk           | 32 |
| Gent           | 29 |
| Club Bruges    | 27 |
| Lokeren        | 25 |
| Standard Liegi | 25 |

#### Risultati
| 1ª giornata         |             |
|                     | 3 apr. 2011 |
| Gent-Club Brugge    | 1-1         |
| Anderlecht-Standard | 1-3         |
| Genk-Lokeren        | 2-1         |

| 5ª giornata          |              |
|                      | 24 apr. 2011 |
| Genk-Gent            | 3-0          |
| Lokeren-Anderlecht   | 1-2          |
| Club Brugge-Standard | 1-1          |

| 9ª giornata         |              |
|                     | 14 mag. 2011 |
| Gent-Genk           | 2-3          |
| Lokeren-Club Brugge | 0-1          |
| Standard-Anderlecht | 2-1          |

| 2ª giornata            |              |
|                        | 10 apr. 2011 |
| Lokeren-Gent           | 1-1          |
| Club Brugge-Anderlecht | 3-0          |
| Standard-Genk          | 2-1          |

| 6ª giornata            |              |
|                        | 1º mag. 2011 |
| Standard-Gent          | 1-0          |
| Anderlecht-Club Brugge | 0-0          |
| Lokeren-Genk           | 0-2          |

| 10ª giornata       |              |
|                    | 17 mag. 2011 |
| Genk-Standard      | 1-1          |
| Anderlecht-Lokeren | 3-4          |
| Club Brugge-Gent   | 3-0          |

| 3ª giornata         |              |
|                     | 17 apr. 2011 |
| Anderlecht-Genk     | 2-0          |
| Gent-Standard       | 1-3          |
| Club Brugge-Lokeren | 0-0          |

| 7ª giornata          |             |
|                      | 7 mag. 2011 |
| Genk-Anderlecht      | 1-0         |
| Standard-Club Brugge | 1-0         |
| Gent-Lokeren         | 2-2         |

| 4ª giornata      |              |
|                  | 20 apr. 2011 |
| Genk-Club Brugge | 3-1          |
| Gent-Anderlecht  | 1-1          |
| Standard-Lokeren | 3-0          |

| 8ª giornata      |              |
|                  | 11 mag. 2011 |
| Club Brugge-Genk | 3-0          |
| Anderlecht-Gent  | 4-1          |
| Lokeren-Standard | 0-1          |

#### Classifica
|                   | Pos | Squadra        | Pt  | G  | V | N | P | GF | GS | DR  |
| Belgio (bandiera) | 1.  | Genk           | 51* | 10 | 6 | 1 | 3 | 16 | 12 | +4  |
| ----------------- | --- | -------------- | --- | -- | - | - | - | -- | -- | --- |
|                   | 2.  | Standard Liegi | 51* | 10 | 8 | 2 | 0 | 18 | 6  | +12 |
|                   | 3.  | Anderlecht     | 44  | 10 | 3 | 2 | 5 | 14 | 16 | -2  |
|                   | 4.  | Club Bruges    | 43  | 10 | 4 | 4 | 2 | 13 | 6  | +7  |
|                   | 5.  | Gent           | 33  | 10 | 0 | 4 | 6 | 9  | 22 | -13 |
|                   | 6.  | Lokeren        | 31  | 10 | 1 | 3 | 6 | 9  | 17 | -8  |

Il titolo va al Genk in quanto ritenuto avanti in classifica di mezzo punto rispetto allo Standard, il quale, avendo conquistato 49 punti nella stagione regolare, entrava nei playoff con 25 in seguito ad arrotondamento per eccesso, "vantaggio" di cui il Genk non aveva usufruito. Tutto ciò, malgrado lo Standard abbia prevalso negli scontri diretti (2-1, 1-1) e detenesse una migliore differenza reti.

### Play-off Europa League

#### Gruppo A
|  | Pos | Squadra       | Pt | G | V | N | P | GF | GS | DR |
|  | --- | ------------- | -- | - | - | - | - | -- | -- | -- |
|  | 1.  | Cercle Bruges | 9  | 6 | 2 | 3 | 1 | 5  | 5  | 0  |
|  | 2.  | Lierse        | 8  | 6 | 2 | 2 | 2 | 10 | 8  | +2 |
|  | 3.  | Malines       | 8  | 6 | 2 | 2 | 2 | 9  | 10 | -1 |
|  | 4.  | Sint-Truiden  | 6  | 6 | 1 | 3 | 2 | 6  | 7  | -1 |

#### Gruppo B
|  | Pos | Squadra            | Pt | G | V | N | P | GF | GS | DR  |
|  | --- | ------------------ | -- | - | - | - | - | -- | -- | --- |
|  | 1.  | Westerlo           | 12 | 6 | 3 | 3 | 0 | 16 | 6  | +10 |
|  | 2.  | Zulte Waregem      | 10 | 6 | 3 | 1 | 2 | 6  | 10 | -4  |
|  | 3.  | Germinal Beerschot | 6  | 6 | 1 | 3 | 2 | 6  | 6  | 0   |
|  | 4.  | Kortrijk           | 3  | 6 | 0 | 3 | 3 | 2  | 8  | -6  |

#### Finale
| Squadra 1 | Totale | Squadra 2     | Andata | Ritorno |
| --------- | ------ | ------------- | ------ | ------- |
| Westerlo  | 5 – 2  | Cercle Bruges | 3 – 0  | 2 – 2   |

### Test match
Il Club Bruges, quarto in campionato, e il Westerlo, finalista di Coppa del Belgio, avevano già acquisito il diritto a giocare la UEFA Europa League 2011-2012. Così le due squadre si sono accordate per non disputare il test match. Il Westerlo ha accettato di partecipare al secondo turno preliminare, cedendo così al Club Bruges il posto nel terzo turno preliminare.

### Spareggio salvezza*
- L'Eupen, essendosi classificata penultima, inizia la serie con tre punti già acquisiti e giocherà in casa 3 delle 5 gare della serie, come da regolamento.

|  | Pos | Squadra   | Pt | G | V | N | P | GF | GS | DR |                       |
|  | --- | --------- | -- | - | - | - | - | -- | -- | -- | --------------------- |
|  | 1.  | Eupen     | 6  | 2 | 1 | 0 | 1 | 3  | 4  | -1 | Ai playoff promozione |
|  | 2.  | Charleroi | 3  | 2 | 1 | 0 | 1 | 4  | 3  | +1 | Retrocessa in D2      |

### Play-off promozione
L'Eupen affronta in un girone di andata e ritorno le squadre classificate dal secondo al quarto posto della Tweede klasse. La prima classificata parteciperà alla Pro League 2011-2012.
|  | Pos | Squadra     | Pt | G | V | N | P | GF | GS | DR  |
|  | --- | ----------- | -- | - | - | - | - | -- | -- | --- |
|  | 1.  | Mons        | 13 | 6 | 4 | 1 | 1 | 18 | 7  | +11 |
|  | 2.  | KSK Beveren | 13 | 6 | 4 | 1 | 1 | 13 | 9  | +4  |
|  | 3.  | Lommel Utd  | 9  | 6 | 3 | 0 | 3 | 12 | 14 | -2  |
|  | 4.  | Eupen       | 0  | 6 | 0 | 0 | 6 | 5  | 18 | -13 |

Mons e Beveren, a pari merito al termine del girone, si sono affrontate in uno spareggio in gara unica. La vincente è stata promossa in Pro League.
| Squadra 1 | Risultato | Squadra 2   |
| --------- | --------- | ----------- |
| Mons      | 2 – 1     | KSK Beveren |

## Verdetti
- Campione del Belgio:  Genk
- In UEFA Champions League 2011-2012:  Genk,  Standard Liegi (al terzo turno preliminare).
- In UEFA Europa League 2011-2012:  Anderlecht (al turno di play-off),  Club Bruges (al terzo turno preliminare),  Westerlo (al secondo turno preliminare).
- Retrocesse in Tweede klasse:  Charleroi,  Eupen

## Classifica marcatori
Riferita alla sola stagione regolare
|  | Gol | Rigori | Marcatore              | Squadra        |
|  | --- | ------ | ---------------------- | -------------- |
|  | 17  | 0      | Jelle Vossen           | Genk           |
|  | 16  | 0      | Ivan Perišić           | Club Bruges    |
|  | 15  | 0      | Ronald Vargas          | Club Bruges    |
|  | 12  | 0      | Marvin Ogunjimi        | Genk           |
|  | 12  | 1      | Romelu Lukaku          | Anderlecht     |
|  | 11  | 3      | Elyaniv Barda          | Genk           |
|  | 10  | 0      | Mehdi Carcela-González | Standard Liegi |
|  | 10  | 0      | Habib Habibou          | Zulte Waregem  |
|  | 10  | 1      | Mbark Boussoufa        | Anderlecht     |
|  | 10  | 2      | Julien Gorius          | Malines        |